# Bronco Bullfrog
Pour plus de détails, voir Fiche technique et Distribution.
Bronco Bullfrog est un film britannique réalisé par Barney Platts-Mills, sorti en 1969.

## Synopsis
La vie difficile d'un groupe de jeunes gens dans le quartier de l'East End à Londres.

## Fiche technique
- Titre original : Bronco Bullfrog
- Réalisation : Barney Platts-Mills
- Scénario : Barney Platts-Mills
- Photographie : Adam Barker-Mill
- Son : Tony Jackson, Mike McDuffie, Ivan Sharrock, Stuart Young
- Montage : Jonathan Gili
- Production : Andrew St. John
- Production associée : Michael Syson
- Société de production : Maya Films
- Société de distribution : British Lion Film Corporation
- Pays d'origine :  Royaume-Uni
- Langue originale : anglais
- Format : noir et blanc — 35 mm — 1,37:1 — son Mono
- Genre : drame
- Durée : 86 minutes
- Dates de sortie : 
  -  Royaume-Uni : 1969
  -  France : mai 1971 (Festival de Cannes)

## Distribution
Tous les acteurs sont des non-professionnels
- Del Walker : Del Quant
- Anne Gooding : Irene Richardson
- Sam Shepherd : Jo Saville, alias Bronco Bullfrog
- Roy Haywood : Roy
- Chris Shepherd : Chris
- Geoffrey Wincott : Geoff
- Freda Shepherd : Mme Richardson
- Stuart Stones : Sergent Johnson